# 映画ドラえもん 新・のび太の宇宙開拓史
- ドラえもん > 映画 > 大長編 > 新・のび太の宇宙開拓史
- ドラえもん > 大長編 > のび太の宇宙開拓史 > 映画 新・のび太の宇宙開拓史

『映画ドラえもん 新・のび太の宇宙開拓史』（えいがドラえもん しんのびたのうちゅうかいたくし）は、2009年3月公開の日本のアニメ映画。藤子不二雄の藤本弘が執筆した大長編作品『ドラえもん のび太の宇宙開拓史』を原作とし、腰繁男が監督、真保裕一が脚本を務めた、映画「ドラえもん」長編シリーズの第29作である。
テレビ朝日開局50周年、テレビアニメ30周年記念作品。
第33回日本アカデミー賞優秀アニメーション作品賞を受賞した。

## 概要
『ドラえもん』の長編映画シリーズ通算29作目で、テレビアニメ第2作2期の声優陣による映画としては4作目。1981年に公開された『ドラえもん のび太の宇宙開拓史』（以下旧作）のリメイク作品。ドラえもん (2005年のテレビアニメ)のスタッフにより制作された。
原作漫画や旧作とは異なり、ドラミ、出木杉、ジャイアンの母ちゃんといった原作キャラクターに加え、新キャラクターも登場。さらに本作だけの場面や展開が複数追加されており、クライマックスシーンの流れも異なるものになっている。
『新・のび太の宇宙開拓史超まんが外伝』が岡田康則によって執筆され、『月刊コロコロコミック』2009年3月号から2009年4月号まで連載された（この作品は未単行本化である）。
映画満足度ランキング（ぴあ出口調査隊調べ、3月9日付）第1位を獲得、観客動員ランキング（興行通信社調べ、3月7日・8日調査）初登場第2位という好評価を得ている。ただし同時期に公開された『ヤッターマン』の影響もあり、ドラえもんアニメ第2期（2005年4月以降）の作品としてははじめて興行収入が30億を下回った（2023年7月現在の最低額）。2009年第32回日本アカデミー賞では、『アニメーション作品賞』の『優秀賞』を受賞した。
本作ではアバンタイトルで、のび太が「ドラえも〜ん」と叫ぶシーンが『ドラえもん のび太の新魔界大冒険 〜7人の魔法使い〜』以来2年ぶりに描かれた。
映画のエンドロールが終わった後には、『ドラえもん のび太の恐竜2006』から恒例となったおまけ映像があり、内容は海の中でドラえもんが2010年の映画公開の告知をし、その後ろを人魚のシルエットが通り過ぎるというものだった。他にも、次作は漫画原作40周年および映画30周年であることが紹介される。2009年7月17日のテレビアニメの放送で正式に映画『ドラえもん のび太の人魚大海戦』と発表された。
『ドラえもん のび太と緑の巨人伝』公開時に引き続き、テレビで「公開直前スペシャル」と称した1時間特番が、公開1日前の3月6日に放送された（内容は長編「天の川鉄道の夜」）。

## 舞台
コーヤコーヤ星
ドラえもん達が住む地球とは遠く離れている開拓星。今作ではコーヤコーヤ星の時間の流れでいう7年前にロップル達が移民し、星を開拓していった設定になっている。重力が地球よりも小さいため、地球人はスーパーマンのような力を発揮できる。豊かな自然に恵まれているが、星そのものが反重力エネルギーを発生させるガルタイトという鉱石でできているため、ガルタイト鉱業に狙われている。
なお、旧作に登場したトカイトカイ星は今作では登場せず、コーヤコーヤ星に街がある設定に変更されている。

## 声の出演
- ドラえもん - 水田わさび
- 野比のび太 - 大原めぐみ
- 源静香（しずか） - かかずゆみ
- 剛田武（ジャイアン） - 木村昴
- 骨川スネ夫 - 関智一
- 野比玉子（のび太のママ） - 三石琴乃
- 野比のび助（のび太のパパ） - 松本保典
- ドラミ - 千秋
- 出木杉英才 - 萩野志保子（テレビ朝日アナウンサー）
- ジャイアンの母ちゃん - 竹内都子
- 警備員 - 渋谷茂、高戸靖広
- 警察官 - 後藤史彦
- 市民 - まるたまり
- 宇宙船操舵員 - 若田光一

## ゲストキャラクター
ロップル
声 - 櫻井智
コーヤコーヤ星に住む開拓移民の少年。
チャミー
声 - 佐久間レイ
ロップルの親友の宇宙生物。外見が原作漫画に忠実になった。
クレム
声 - アヤカ・ウィルソン
ロップルの妹。コーヤコーヤ星の英雄であるのび太を尊敬している。
ライザ
声 - 渡辺菜生子
ロップルとクレムの母。原作漫画および旧作では名前は付いていなかったが本作で名前が付けられた。
ライザの夫
声 - なし
ロップルとクレムの父。写真のみの登場。故人。
モリーナ
声 - 香里奈 / 堀江由衣（10歳）
ロップルの姉貴分のような幼なじみ。本作のオリジナルキャラクター。
コーヤコーヤ星に彼女やロップルたちが移民したのが7年前なので現在は17歳ということになる。7年前に磁気嵐に巻き込まれた父であるバーンズ博士を誰も助けようとしなかったことから、他の移民とは確執があり、それに加えて本来ならば関係のないのび太たちのことをヒーローとして崇拝し依存していく彼らを懐疑の目で見ている。しかし、ロップルのことは弟のように大事に思っている。
ロップル以外の移民との確執をギラーミンに利用され、超空間ゲートのことを教えてしまうも騙されたことを知った後はドラえもんたちに協力し、ギラーミンの攻撃からのび太を庇う姿も見せた。生きていたバーンズとの再会を果たした後、バーンズが生き延びた星の開拓のために活動する。
前々作に登場した美夜子同様、のび太たちより年上の女性ゲストキャラクターである。
バーンズ博士
声 - 堀内賢雄
モリーナの父。本作のオリジナルキャラクター。
モリーナが10歳の頃、磁気嵐の中で移民船の修理を行い直すことに成功するが磁気嵐に巻き込まれて行方不明となる。
実は小惑星に不時着して生存していたことが明らかになり、モリーナと再会する。
船長 / 市長
声 - 佐藤正治
名称不明の移民団のリーダー。
移民船では船長を務め、現在は市長となっている。
バーンズ博士を犠牲にしてしまったことに心を痛めている。
カモラン
声 - 茶風林
ロップルの隣人（ただし、家はとても離れている）で移民団の団長だった。
ブブ
声 - 峰あつ子
カモランの息子。
旧作ではのび太やドラえもんに良い感情を持っていなかったが、本作では逆にのび太たちに憧れを抱いており、終盤ものび太たちの役に立つ為、積極的な行動を見せる。
ギラーミン
声 - 大塚明夫
ガルタイト鉱業本社から派遣された男。旧作ではあくまでも金で雇われた用心棒だったが、本作ではガルタイト鉱業の社員となっており、主任であるバカラよりも立場は上で彼らに指示を下すことから職制は課長又は係長とみられる。
旧作よりも残忍で狡猾な性格になっており、モリーナに「自分はバーンズ博士の仲間でバーンズ博士の事故は仕組まれたものだった」と語ることでモリーナから超空間ゲートの場所を聞き出し、コア破壊装置の使用もギラーミンが決めた。
のび太との一騎討ちの撃ち合いに敗れながらもすぐに立ち上がり、のび太を狙うもモリーナが庇ったことで失敗。コア破壊装置を起動させた後、ダウトとウーノと共に離脱するも宇宙警察に逮捕される。牢屋に入れられた直後、自分たちを倒したのび太を尊重するような発言をした。
バカラ
声 - 大川透
ガルタイト鉱業主任。旧作におけるボーガントに当たるキャラクター。
ボーガントに比べると気弱でギラーミンに対しては終始腰を低くしていた。最後はギラーミンや部下共々逮捕される。
「のび太と星を流すクジラ」ではホシナガスクジラの子供をリッチリッチ星の人に売り飛ばそうとする。また、つぶらな瞳であることが判明した。
名前はバカラからきており、「パカラ」と誤記されることもある。
ダウト
声 - 徳井義実
ガルタイト鉱業の一員。二人組のうち痩せている方。旧作におけるメスに当たるキャラクター。
名前はトランプゲームの「ダウト」からきている。
ウーノ
声 - 福田充徳
ガルタイト鉱業の一員。二人組のうち太っている方。旧作におけるゴスに当たるキャラクター。
名前はカードゲームの「UNO」からきている。

## スタッフ
| 原作                                         | 藤子・F・不二雄 |
| 脚本                                         | 真保裕一 |
| 演出                                         | 宮下新平 |
| 総作画監督                                   | 金子志津枝 |
| 美術                                         | 土橋誠 |
| 3DCGスーパーバイザー                         | 木船徳光 |
| 撮影監督                                     | 岸克芳 |
| 編集                                         | 小島俊彦 岡安プロモーション 三宅圭貴 中葉由美子 村井秀明 藤本理子 |
| 録音監督                                     | 田中章喜 |
| 効果                                         | 糸川幸良 |
| 音楽                                         | 沢田完 |
| 総監督                                       | 楠葉宏三 |
| チーフプロデューサー                         | 増子相二郎 杉山登 |
| 監督                                         | 腰繁男 |
| 絵コンテ                                     | 腰繁男 楠葉宏三 やすみ哲夫 |
| 演出助手                                     | 八鍬新之介 |
| メカデザイン                                 | 渡辺歩 |
| 作画監督                                     | 千葉ゆみ 大杉宜弘 浅野直之 |
| 原画                                         | 高倉佳彦 大塚正実 篠原真紀子 はしもとかつみ 佐久間康子 秦洋美 末吉裕一郎 林静香 和佐田未希 うつのみや理 関修一 山崎猛 一川孝久 大城勝 高野綾 ノブタカ 松井理和子 植村淳 古沢英明 三輪修 石之博和 八木郁乃 辻繁人 千葉ゆみ 榎本結 柴田勝紀 山田裕子 渡辺由加里 関三恵子 岩永大蔵 伊藤祐毅 堀元宣 小田剛生 奥村正志 矢口弘子 小澤円 澤田裕美 桑原剛 茂木琢次 又賀大介 栗尾昌宏 清水文乃 柴田裕司 上田幸一郎 矢上孝一 工藤利春 松井章 光田史亮 本城恵一朗 中村真由美 新村杏子 小柳信行 |
| 動画検査                                     | 遠藤良恵 |
| 動画                                         | ベガエンタテイメント 小杉菜穂子 鈴木まりあ 大宮夏美 三谷悦郎 石川友子 伊藤仁美 松村美佳 武捨春菜 オープロダクション 堀内美穂 清水木綿子 辻仁子 田中陽子 曺宗徳 本庄裕貴 水野良亮 小須田ひろみ 熊谷友作 深澤智美 小川麻衣 橋本絢子 平岩聡 スタジオエル 佐々木蘭 尾関晴美 小栗さつき 川西眸 梅山智美 加藤晶久 岡田望 金恵恩 市場雄一 白井龍磨 篠塚崇史 太田裕美子 スノーライトスタッフ 森下智美 江部賢 阿尻麻実 ORANGE ANIMATION STUDIO Ryu Ja Young Kang Mi Lyung Kim Seon Ah Kim Jang Lan Kim Jeong Soon Kim Hye Jung Min Hong Yi Son Seon Ah Lee Seung A Park Jin Kyung Bang Seon E Han Song Hee You Su Ok Hong Kyung Mi Cho Young Hee Park Hea Won Kim Sung Hye Jeong Hyun Jeong Jeon Jin Hee Park Nan Hee Son Young Joo Kim Sun Hee Jeong Eun Hee Jang Hee Jeong HANJIN ANIMATION Yoo Soo Ok Jung Young Ja Cho Youn Sung Han Sang Hee Ko Cheong Suk Park Mi Young YABES PRODUCTION Chun Hae Jin Kim Hye Jin Han Su Jung Han Kyung Sun Park Chul Hong Kim Young Ji SYNOD Lee Ae Kyung Kim Yoon Up Lee Hyun Woo Kim Doug Kyun Son Hye Jin Kang Hyo Yoon GEUM WOO PRODUCTION Maeng Seung Gie Han Mi Young Gim Jin Hee Lee Kyoung Ah Lee Young Hee Park Mi Jin STUDIO CJ Park Young Hee Kwen Myung Suk Park Soung Sin Kim Jung Hee Lee Hyun Young Ji Mi Jin HYOIN ANIMATION PROD.CO Yu Kyoung Sun Jo Min Jung Rim Jung Won Yoon Boung Hee Min Hyoun Sook Byeun Eun Soon WHITE LINE Kim Young Min Kim Jong Kyu Yang Hyo Jung Byan Hyo Jung Kim Mi Hae Cha Hyun Ju |
| 色彩設計                                     | 松谷早苗 |
| 色指定・検査                                 | 吉田晴絵 高橋めぐみ |
| 色彩設計補佐                                 | 堀越智子 |
| 仕上担当                                     | 野中幸子 |
| 仕上                                         | ベガエンタテイメント 田中里佳 倉内美幸 田野美寿穂 スタジオステップ 佐藤博美 鈴木怜子 牧田美保 杉山よしこ 岡田紗代子 内山未希 小野沙耶香 鈴木裕太 関口明子 岩田美由紀 森ひと実 木村裕美子 スタジオエル 近藤直登 林大樹 小野淳 角美智子 鈴木ようこ 小久保真希 五十嵐優也 西條晴香 三村理沙 丹波美佳 高橋貢 今村雪絵 服部洋子 尾道澄子 妻鹿真琴 小松尚子 中西礼子 田中文子 沼田貴子 高橋由紀子 砂川渚 木下美佳 森脇弘史 大田薫 大久保雄介 武井規晋 黒木舞 田中照佳 吉田亜希 相田晃一 上野辰夫 沼田千晶 都丸陽子 横尾亜由美 藤原温子 鬼束哲 中川沙弥佳 石田恭子 岩波留奈 神原雅寛 太田良之 藤澤亮子 黒目綾子 大場将生 古滝龍馬 酒井静美 伊藤美紀 真水由貴 吉田里美 渡部勇輔 平良真希子 稲見雄次 佐藤純平 奥秋元規 青木翔太 鈴木愛子 ORANGE ANIMATION STUDIO An Young Ae Lee Soo Young Lee Woo Jae Lee Myeong Soon Kim Seon Mi Harng Boo Young Jun Eun Joo Oh Kyung Hee Kim Dong Gil Jang Jeong Sook Kim Jeong Soo Lee Hwa Young Lee Li Young Park Tae Bong HANJIN ANIMATION Seok Young Suk Kang Hee Kyung Kim Jang Mi Kim Hee Jung Lee Yoo Kyoung Cho Sun Wook YABES PRODUCTION Cho Kyoung Hwa Kim Sang Gyoum Park One Jung Park Hye Ja Hang Young Joo Lee Jung Sook SYNOD Kim Sun Ll Lee Nam Hee Oh Win Ja Doo Hack Young Lee Seung Min PArk Yon Kyoung GEUM WOO PRODUCTION Choi Soon Hee Hang Mi Hyang Kim Tae Ja Gim Soo Kyong Lee Mi Sook Kim Nae Yeon STUDIO CJ Kwon O Suk Lim Ma Lil Seo Kyung Hwa Yu Hye Jung Na Hye Jung Kim Hye Sun HYOIN ANIMATION PROD.CO. Park Hyoun Jung Jung Ui Sook Kim Sook Young Kim Sang Hee Kim Hyoun Seung Moon Ji Yeon WHITE LINE Mun Seoung Hey Lee Dong Hee Lee Sun Ju Lee Sook Jin Choi Jung Soon Yoon Jung Sook |
| 背景                                         | ベガエンタテイメント 土橋知子 吉岡亜衣 スタジオ・ユニ 岡部眞由美 古賀徹 越膳滝美 松宮由美 米田隆裕 池田玲子 アトリエローク07 皆谷透 沼井信朗 川口正明 石田晶子 加藤美紀 江島浩一 清水純子 沖吉真由美 渡辺美穂 市岡恵理奈 Studio RUFUS 宮本実生 川島裕充 大久保錦一 熊谷恵里 Q&M Studio Kim Hak Kuy Kim Keum Young Lee Hye Im Kim Hyung Wook Kim Sung Woo Han Yeo Eun E-CHO Mi Kyoung Kim Mear Soon Her STUDIO LOFT 清水哲弘 趙炳玉 李桂英 李秀景 梁美淑 STUDIO SEY 徐容玄 孫叔希 金智愛 朴現株 ATELIER KARO OKA AGUNG ARTANA NARA ANIMATION LIM HYEOKSOO PARK SEUNGIL SEO YOUNHYUN LEE MIKYUNG HIJIRI 小野寺美幸 町野光 大池一歩 小磯龍 小島伸一 |
| オープニング制作                             | 絵コンテ 金子志津枝 IKIF 木船徳光 石田園子 IKIF+ 吉田えり子 河井ゆう美 中島文美加 盛田知世 |
| 3DCG監督                                     | 奥村優子 |
| 3DCG制作                                     | IKIF+ 菱川パトリシア 小林真理 熊倉ちあき 山田桃子 高賀茂寛人 森本祥久真 濱中裕 瀬尾祐太 鈴木晃星 石田龍樹 滝沢雅人 岡本廣大 宍戸光太郎 堤正二郎 |
| コンポジット撮影                             | アニメフィルム 福田寛 西山朋広 倉田佳美 羽鳥貢 山田廣明 木次美則 鈴木浩司 下村博文 大森美奈子 岸順子 伊澤香織 川又綾乃 手塚智鶴子 井上江美 梅田俊之 熊谷正弘 |
| 特殊効果                                     | 干場豊 |
| 背景音楽制作                                 | 音楽録音エンジニア 岡部潔 アシスタントエンジニア 甲田義彦 録音協力 SCI 制作協力 サウンド・スタッフ 澤原豊 田中好児 藤本暁子 |
| 音響制作                                     | AUDIO PLANNING U |
| 録音スタジオ                                 | APU MEGURO STUDIO |
| 効果                                         | グループ・アンド・アイ |
| ミキサー                                     | 田口信孝 |
| アシスタント・ミキサー                       | 村越直 小沼則義 |
| ダイアログ・エディター                       | 大城久典 内山敬章 山本寿 |
| 音響制作管理                                 | 浦上慶子 |
| 音響制作デスク                               | 穂積千愛 |
| デジタル光学録音                             | 西尾昇 |
|                                              | ドルビーデジタル・サラウンドEX 一部上映館を除く |
| 技術協力                                     | 河東努 森幹生 コンチネンタルファーイースト株式会社 |
| 現像                                         | 東京現像所 |
| HD編集                                       | 金高明宏 山本洋平 金沢佳明 野本健一 |
| フィルムレコーディング                       | 増田悦史 |
| タイミング                                   | 井出義雄 |
| ラボ・コーディネイト                         | 井上純一 |
| ラボ・プロデューサー                         | 加藤善仁 |
| アニメーション協力                           | ベガエンタテイメント 松土隆二 武井健 笠木昇 滝島久美子 河村武雄 馬場潤 吉野芙紀 |
| 掲載                                         | めばえ 小学五年生 幼稚園 小学六年生 学習幼稚園 てれびくん 小学一年生 月刊コロコロコミック 小学二年生 別冊コロコロコミック 小学三年生 コロコロイチバン! 小学四年生 |
| 小学館「宇宙の仲間イラストコンテスト」入選者 | 森洸太(愛知) 上戸彩弥可(香川) 川喜田しゅんごう(愛知) 安井恵吾(広島) 竹田ありす(愛媛) 三春空人(山口) 太田あみ(愛知) 高草木まなむ(埼玉) 山村圭吾(長崎) 百目鬼望(茨城) 高木陽一(福岡) 名和紘輔(京都) |
| まんが作画                                   | 岡田康則 |
| 宣伝プロデューサー                           | 豊田幸宏 |
| 宣伝                                         | 福田信紘 土肥直人 西田信貴 |
| 予告編制作管理                               | 村田一 蔦川亜希 |
| 予告編ディレクション                         | 野々市谷有美 松浦正子 |
| 予告編CG                                     | 津田輝王 |
| トータルアート ディレクション                | 村井香里 |
| オフィシャルWEB                              | 村田大典 蓮沼祐治 |
| おまけ映像                                   | 楠葉宏三 杉崎聡 増泉路子 |
| プロモーション プロデュース                  | 沢辺伸政 |
| 協力                                         | HTB北海道テレビ IAT 岩手朝日テレビ KHB東日本放送 AAB 秋田朝日放送 KFB 福島放送 UX 新潟テレビ21 HAB 北陸朝日放送 FBC福井放送 メ～テレ(名古屋テレビ) KNB北日本放送 広島ホームテレビ 山口朝日放送 KSB 瀬戸内海放送 eat 愛媛朝日テレビ RKC高知放送 九州朝日放送 NCC 長崎文化放送 KAB熊本朝日放送 OAB 大分朝日放送 KKB鹿児島放送 ★ Yahoo! JAPAN TSUTAYAグループ 文教堂書店&ブックストア談 大阪産業大学・山田研究室 |
| 制作事務                                     | 杉野友紀 服部高弘 宮澤英太郎 |
| 制作進行                                     | 長田美香 河西麻利子 廣川浩二 岡田麻衣子 横田一平 岡野孝規 中島進 永田雄一 菊地達也 伊藤貴徳 |
| 制作デスク                                   | 荒木元道 |
| プロデューサー                               | 小倉久美 吉川大祐 藤森匠 山﨑立士 大倉俊輔 |
| 「映画ドラえもん」制作委員会                 | 斎藤満 秋本武英 山崎俊一 徳山雅記 菊池寬之 西勇哉 小川郁恵 天野賢 和田修治 小池康 白土宏司 佐藤絵里子 新井聡 大槻育宏 塙智行 間瀬謙介 佐藤龍伸 山守貴子 平川愛 佐藤隆一 福原望 尾崎瑞季 小林順子 池田光子 清水智美 鶴見治子 尾崎美香 飯島妙子 |
| 制作                                         | 藤子プロ 小学館 テレビ朝日 ADK 小学館プロダクション シンエイ動画 |
|                                              | ©藤子プロ・小学館・テレビ朝日・シンエイ・ADK 2009 |

## 主題歌
オープニングテーマ「夢をかなえてドラえもん」
作詞・作曲 - 黒須克彦 / 編曲 - 大久保薫 / コーラス - ひまわりキッズ
歌 - mao（コロムビアミュージックエンタテインメント）
エンディングテーマ「大切にするよ」
作曲・編曲 - 市川淳 / 作詞・歌 - 柴咲コウ（NAYUTAWAVE RECORDS/ユニバーサルミュージック）
挿入歌「キミが笑う世界」
作詞 - マイクスギヤマ / 作曲・編曲 - 沢田完 / 歌 - アヤカ・ウィルソン、ひばり児童合唱団

## 関連作品

### 漫画

#### ドラえもん 新・のび太の宇宙開拓史 超まんが外伝
岡田康則作画。『月刊コロコロコミック』2009年3月号別冊付録『コロコロコミック ギャグコロDX』に前編、『月刊コロコロコミック』2009年4月号本誌に後編が掲載された。映画『ドラえもん 新・のび太の宇宙開拓史』の外伝的内容となっている。

### テレビアニメ

#### のび太と星を流すクジラ
2009年3月20日放送の『ドラえもん30周年スペシャル 〜決定!心に残るお話30〜』で「さようならドラえもん」とともに放映された映画の外伝エピソード。この話がきっかけでバカラはギラーミンを呼び寄せることを決意する。ゲストキャラクターは以下のとおり。
ゴス
声 - 渋谷茂
ガルタイト鉱業の一人。ホシナガスクジラの子供を捕らえ、リッチリッチ星の人に売り飛ばそうとした。旧作と違い、痩せている。
メス
声 - 後藤史彦
ガルタイト鉱業の一人。ゴスを「アニキ」と呼び慕っている。こちらでは、太っている。
ホシナガスクジラ（親）
声 - まるたまり
子供がいなくなったことから子供を探そうと暴れる。普段は東の湖に住んでいる。

## キャンペーン
2008年に、小学館の児童誌連合企画としてコーヤコーヤ星の動物を考えて応募する「宇宙の仲間コンテスト」が行われた。DVDスペシャル版の映像特典「コーヤコーヤ星動物図鑑」で紹介されている。